# Joe Rosenthal
Joseph John Rosenthal (9. října 1911, Washington, D.C. – 20. srpna 2006, Novato, Kalifornie) byl americký fotograf, který obdržel Pulitzerovu cenu za ikonickou fotografii druhé světové války Vztyčení vlajky na Iwodžimě, pořízenou během bitvy o Iwodžimu v roce 1945. Ta se stala jednou z nejznámějších fotografií války a byla replikována jako válečný památník námořní pěchoty Spojených států v Arlingtonu ve Virginii.

## Životopis
Joseph Rosenthal se narodil 9. října 1911 ve Washingtonu, D.C. Jeho rodiče byli rusko-židovští přistěhovalci; během mládí konvertoval ke katolicismu. Měl čtyři bratry. Jeho zájem o fotografii začal nejdříve jako koníček během Velké hospodářské krize. V roce 1929 dostudoval McKinley High School a poté, co jako mladík pracoval v kanceláři, se přestěhoval do San Franciska, kde se v roce 1932 stal reportérem a fotografem časopisu The San Francisco News.

## Druhá světová válka
Rosenthal byl americkou armádou odmítnut jako fotograf kvůli špatnému zraku. V roce 1941 navštěvoval University of San Francisco a připojil se k personálu Associated Press (AP). V roce 1943 nastoupil do námořní služby Spojených států jako fotograf a sloužil jako praporčík dokumentující život na palubě lodi na Britských ostrovech a v severní Africe. V roce 1944 se vrátil k Associated Press a následoval armádu Spojených států a americkou námořní pěchotu v Pacifické operaci jako válečný zpravodaj v bitvě o Hollandii, bitvě o Novou Guineu, Guamu, bitvě o Peleliu, o Angauru a o Iwodžimu.

### Vztyčování vlajky na Iwodžimě

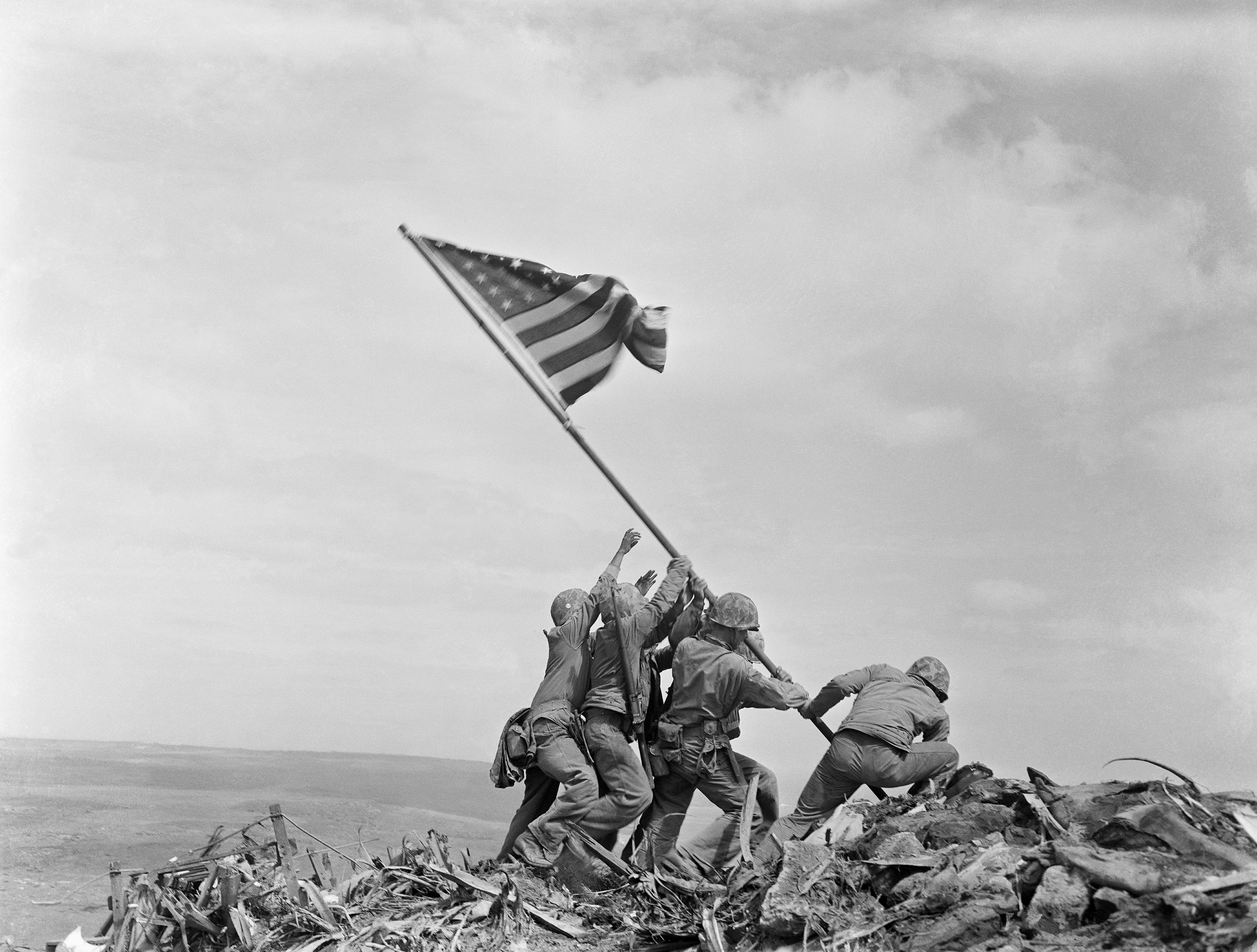
Vztyčování vlajky na Iwodžimě

V pátek ráno 23. února 1945, čtyři dny po přistání mariňáků na Iwodžimě, Rosenthal každý den navštěvoval ostrov pomocí vyloďovacího plavidla Marine, když zaslechl, že na vrcholu vulkánu Suribači na jižní špičce ostrova byla vztyčena americká vlajka. Po přistání spěchal Rosenthal směrem k Suribači a nesl s sebou svou objemnou fotografickou kameru Speed Graphic, v té době standardní pro dokumentární fotografy. Společně s vojenskými fotografy, vojínem Bobem Campbellem a seržantem kameramanem Billem Genaustem (který pracoval s barevným materiálem), začali stoupat na vrchol hory Suribači. Když se dostali asi do poloviny, potkali seržanta Louis Lowery, fotografa námořnického časopisu Leatherneck Magazine, který sestupoval ze sopky poté, co ho výbuch nepřátelského granátu nahoře srazil na zem a rozbil fotoaparát. Lowery jim řekl, že vlajka byla vztyčena již v 10:40 a že její fotografie úspěšně pořídil. Lowery jim řekl, že výhled byl z vrcholku dobrý. Rosenthal přesvědčil Genausta a Campbella, aby ho s sebou i nadále doprovodili na vrchol, protože byli ozbrojeni.

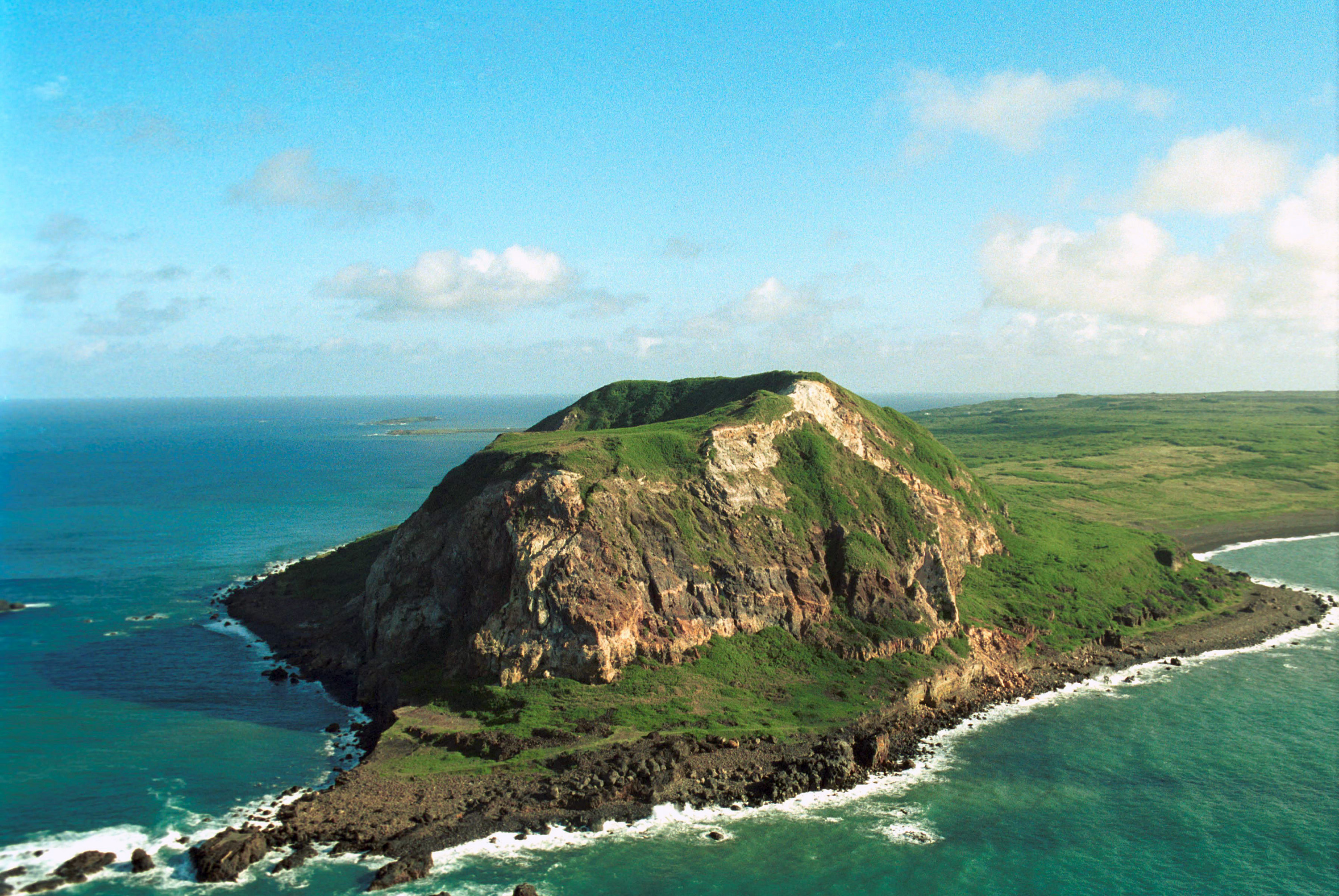
hora Suribači na Iwodžimě

Na vysokém a větrném vrcholu hory Suribači objevil Rosenthal skupinu mariňáků připevňujících k dlouhé ocelové trubce velkou vlajku. Poblíž viděl menší vlající vlajku a podařilo se mu pod vlajkou vyfotografovat Campbella se seržantem Genaustem s Georgeem Burnem, fotografem časopisu Yank. Další skupina mariňáků se chystala sundat menší vlajku ve stejný okamžik, kdy byla na příkaz důstojníka vztyčována větší vlajka. Rosenthal krátce uvažoval o pokusu vyfotografovat obě vlajky najednou, ale nebyl schopen obě vlajky na fotografii zakomponovat (vojín Campbell zachytil snímek sestupující první vlajky, zatímco druhá vlajka stoupala), a tak svou pozornost zaměřil na skupinu mužů připravujících se vztyčit druhou vlajku.
Rosenthal nahromadil kameny a pytel s pískem, takže měl něco, na čem mohl stát, protože byl jen 165 cm vysoký. Objektivu fotoaparátu nastavil mezi f/8 a f/11 a rychlost závěrky na 1/400 sekundy. Potom koutkem oka zahlédl šest mariňáků, kteří začali zvedat druhou vlajku. Otočil fotoaparátem směrem k této scéně a stiskl spoušť. Tři stopy po jeho pravici, seržant Genaust zachytil vztyčení vlajky z téměř stejného úhlu na barevný film. Aby se ujistil, že má kvalitní fotografii pro zaslání do redakce AP, pořídil Rosenthal další černobílou fotografii, na které jsou vidět čtyři další vlajkonoši, kteří stabilizují stožár vlajky a čekají, až bude dolní konec trubky více zajištěn kameny a lano ukotveno. Když to bylo hotové, Rosenthal shromáždil kolem základny stožáru skupinu šestnácti mariňáků a dvou námořníků ke společnému portrétu (tzv. fotografii „Gung Ho“), který zahrnoval nadporučíka Harolda Schriera, jediného důstojníka na vrcholu, který se dobrovolně zúčastnil 40členné hlídky na hoře Suribači, aby se zmocnili hřebenu a vztyčil vlajku praporu.

#### Dopad fotografie vztyčení vlajky

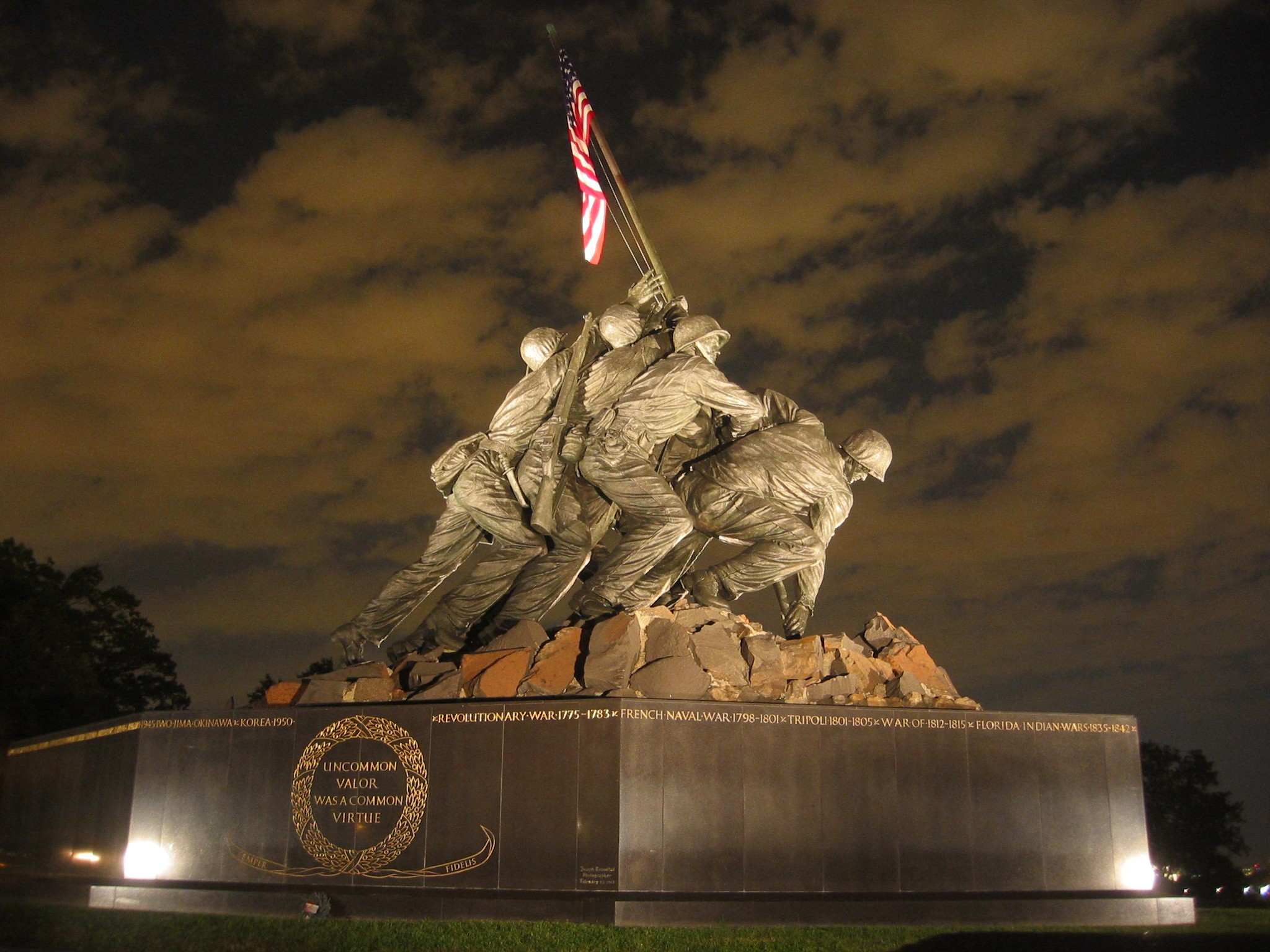
Válečný památník americké námořní pěchoty v Arlingtonu ve Virginii

Američané vnímali Rosenthalovu fotografii jako silný symbol vítězství. Rádiové služby bleskově informovali o tom, co se stalo fotografií oceněnou Pulitzerovou cenou po celém světě tak rychle, aby se objevila v nedělních novinách 25. února 1945 (Loweryho fotografie byly zveřejněny až koncem roku 1947). Mnoho časopisů publikovalo fotografii na své titulní straně. Poté, co bitva o Iwodžimu skončila vítězstvím, byla fotografie použita pro ilustraci na válečných dluhopisech, které projížděly ve více než třiceti městech od 11. května do 4. července 1945, za celkem 26,3 miliard dolarů.
Rosenthalova fotografie se stala trvalou ikonou. Umělci využili fotografii jako model pro válečný památník námořní pěchoty Spojených států (1954) – běžně označovaný jako „památník Iwodžima“ – v Arlingtonu ve Virginii a americká poštovní služba si fotografii připomněla na americké poštovní známce. Verze památníku Marine Corps také stojí na cvičišti v Marine Corps Recruit Depot Parris Island v Jižní Karolíně.
Mezinárodní muzeum fotografie a filmu v Rochesteru v New Yorku vystavuje fotografickou kameru, kterou Rosenthal použil k pořízení fotografie.

## Stáří
V pozdějších letech, když byl dotázán na fotografii, její autor prohlásil: „Já pořídil fotografii, mariňáci Iwodžimu.“ Rosenthal opustil AP později v roce 1945 a stal se hlavním fotografem a manažerem Times Wide World Photos. Později se připojil k San Francisco Chronicle. Pracoval tam jako fotograf 35 let, a do důchodu odešel v roce 1981. Jeho jméno bylo napsáno (naproti jménu sochaře Felixe de Weldona) v pravém dolním rohu přední strany (západní strana) válečného památníku námořní pěchoty v roce 1982. Dne 13. dubna 1996 byl Rosenthal jmenován čestným mariňákem tehdejším velitelem námořní pěchoty generálem Charlesem C. Krulakem.
Dne 20. srpna 2006, ve věku 94 let, Rosenthal zemřel přirozenou smrtí ve spánku v centru pro asistovaný život v Novato v Kalifornii v oblasti North Bay v oblasti San Francisco Bay Area v severním okrese Marin. Rosenthal byl zpopelněn. Dne 15. září se za něj v Marines 'Memorial Club konal obřad Marine Corps, který byl přístupný veřejnosti, a 16. září 2006 se za něj konala katolická pohřební mše v katolickém kostele sv. Kalifornie.

## Ceny a vyznamenání
- Pulitzerova cena – Rosenthal obdržel Pulitzerovu cenu za ikonickou fotografii v roce 1945. Výbor poznamenal, že fotografie je „zobrazující jeden z velkých válečných okamžiků“, „zamrzlý záblesk historie“.[3]
- Mezinárodní fotografická síň slávy,[12] St. Louis, Missouri
- Navy Distinguished Public Service Award – Námořní pěchota Spojených států posmrtně Rosenthalovi udělila medaili Distinguished Public Service Award dne 15. září 2006:[8]

## Dědictví
Hollywoodský film Vlajky našich otců z roku 2006, režírovaný Clintem Eastwoodem, vypráví příběhy amerických vztyčovatelů vlajky, kteří vztyčili slavnou vlajku na hoře Suribači, a líčí Rosenthalovu účast na událostech, které vedly k jeho pořízení ikonické fotografie vztyčení vlajky. Rosenthal ve filmu ztvárnil herec Ned Eisenberg.
Reportéři rozsáhle provedli rozhovor s Rosenthalem po 11. září 2001, kdy Thomas E. Franklin pořídil podobnou ikonickou fotografii Ground Zero Spirit, zobrazující vztyčení vlajky třemi hasiči ve Světovém obchodním centru. Rosenthal a Franklin se po akci setkali několikrát.